# 豹尾神

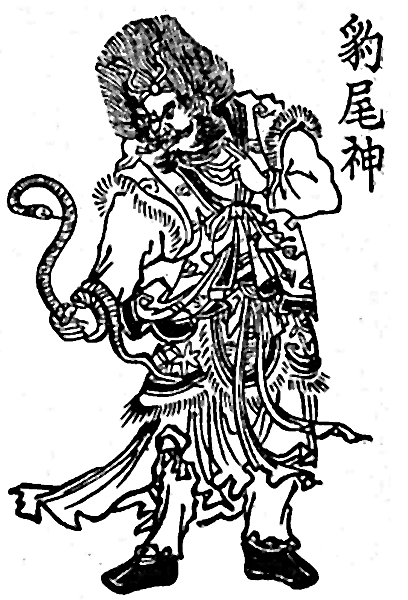
柄澤照覺所繪《安部晴明簠簋内傳圖解》的豹尾神

豹尾神（日语：ひょうびしん）為日本陰陽道的神祇，屬於八將神之一，也是九曜之一的「計都」。

## 概要與解說
豹尾神的來源為印度神話的蝕神（黃幡神）之尾計都，性格比較激烈暴躁，位居與黃幡神相反的位置。在本地垂迹的影響下，豹尾神和天宮神（女神）為三寶荒神之左右護法。此神明所在之方位最忌家畜之相關事物，亦忌尿溺等不潔之物。犯沖豹尾神、天宮神所在之方位，不僅影響到家人，也危及家畜。
- 本命年十二地支→方位角
  - 豹尾神：
    - 子、辰、申→戌
    - 丑、巳、酉→未
    - 寅、午、戌→辰
    - 卯、未、亥→丑

  - 天宮神：
    - 子、辰、申→亥
    - 丑、巳、酉→申
    - 寅、午、戌→巳
    - 卯、未、亥→寅

## 信仰
在日本主祀豹尾神的神社主要有下列：
- 大將軍八神社（京都府京都市上京區）

## 其他
中國四大名著《水滸傳》裡有個角色名曰「和潼」，人稱豹尾神，乃方蠟麾下頭領。官拜潤州統制官，潤州城破之際被項充、李衮擒拿，後被宋江斬首瀝血。

## 內部連結
- 九曜
- 計都
- 八將神

## 外部連結
- （日語）国立国会図書館：暦の中のことば方位神。